# WackoWiki
WackoWiki (произносится как "Ва́ккоВики", в документации часто используется просторечное название "Ва́ка") — вики-движок на PHP. В настоящий момент выпущена версия R6.1.

## Основные особенности
Основное предполагаемое применение, на которое рассчитан движок — совместная работа группы над некоторым проектом, представляющим собой набор совместно редактируемых документов. В связи с этим в движке реализован достаточно мощный механизм разграничения прав, позволяющий ограничивать возможности пользователей по воздействию на документы (создатель страницы и администратор системы имеют возможность для операций чтения, изменения и комментирования её содержимого назначить список групп и конкретных пользователей, которым данная операция доступна). Также движок поддерживает автоматическое уведомление пользователей об изменениях в наблюдаемых страницах.
Выбранный в движке способ ввода и редактирования текстов типичен для вики-движков: оформление текста делается с помощью несложной системы вики-разметки. Синтаксис разметки минимизирует переключение раскладок клавиатуры. Особенностью данной реализации является автоматический корректор типографики — некоторые действия по оформлению текста при выводе производятся автоматически, без преобразования исходного текста страницы (например, знак «минус», помещённый в тексте между словами и отделённый от них пробелами, автоматически преобразуется в типографское длинное тире, обычные парные кавычки — в кавычки-"ёлочки"). WikiEdit — javascript-расширение обычного поля ввода, позволяет вводить вики-разметку при помощи «горячих клавиш». Реализована довольно широкая номенклатура «форматеров» — средств для структурированного вывода текстов в различных формализованных видах, таких как логи IM, исходные тексты программ на языках PHP и SQL и т. п.
Для упрощения оформления ссылок на вики-страницы в движке поддерживается соглашение, по которому выражение, записанное в стиле CamelCase (например, «ВотТакоеСлово»), считается именем страницы и автоматически преобразуется при выводе в ссылку на страницу с соответствующим именем. Это упрощает оформление (чтобы поставить ссылку на страницу с подобным именем, не нужно никакой разметки), что провоцирует соответствующее именование страниц на вики-сайтах, поддерживаемых данным движком.
Для структуризации набора страниц используется механизм «кластеров». Страницы организуются в структуру, подобную древовидной файловой системе; присваиванием новой странице соответствующего имени она может быть помещена в нужное место этой структуры. Поддерживается два вида синтаксиса для описания страниц в кластере: url-like и twiki-like.
Механизм «действий» (по сути — макросов, помещаемых в текст и при выводе автоматически заменяемых на определяемую действием информацию) позволяет автоматически выводить на страницы служебную информацию, например, формировать оглавления страниц, списки содержимого кластеров, перекрёстные ссылки и многое другое.
Система многоязычна — на данный момент доступны 20 языков (bg, da, de, el, en, es, et, fa, fr, hi, hu, it, ja, ko, nl, pl, pt, ru, zh-tw, zh).
Использует кодировку UTF-8.
Поддерживаются устройства с различными размерами экранов благодаря адаптивному дизайну шаблона оформления.

## История
Движок WackoWiki был создан на основании более раннего проекта WakkaWiki (разработчики Carlos Zottman и Hendrik Mans), предназначенного для совместной разработки в рамках небольших intranet-проектов. Разработка исходного движка была остановлена на стадии версии 0.1.2, в 2003 году. На его основе было запущено несколько (не менее шести) fork-проектов, одним из которых и стал WackoWiki.
- 30 апреля 2003 года вышла первая версия WackoWiki, получившая сразу номер 3.
- 31 июля 2004 года был завершён четвёртый выпуск WackoWiki.
- 27 марта 2005 года была выпущена версия R4.2
После выхода версии 4.2 разработчики сфокусировались на новом проекте — NPJ, активность разработки WackoWiki резко снизилась. Некоторое время изменения в SVN-репозитории проекта ещё делались, но новых официальных версий так и не появилось. В настоящее время команда прекратила и разработку NPJ.
- В 2007 году проект был подобран maintainer-ом из Германии, сменил сайт с wackowiki.com на wackowiki.org, и теперь WackoWiki разрабатывает международная команда.
- 28 сентября 2008 года выпущена версия RC4.3 (статус — release candidate), не имеющая принципиальных отличий от 4.2, а содержащая лишь исправления некоторых ошибок.
- 20 марта 2011 года выпущена финальная версия R4.3.
- На конец 2011 года был заявлен выпуск версии 5.0. Фактически версия 5.0RC3 была доступна для скачивания с 20 марта 2012 года. Основные заявленные изменения: совместимость с PHP 5.3, нормализация базы данных, перенос изменений из проекта openSpace (также вики-движок, форк-проект WackoWiki 4.2, добавлен ряд новых инструментов, в частности, панель администратора.
- 22 апреля 2012 года выпущен релиз версии 5.0, а 17 июня 2012 года — 5.1 (с минимальными исправлениями).
- 12 июля 2014 года выпущена версия R5.4.
- 8 февраля 2018 года выпущена версия R5.5.
- 15 декабря 2019 года выпущена версия R6.0. Добавлена поддержка Юникода.
- 4 сентября 2021 года выпущена версия R6.1. Добавлена поддержка PHP 8, внедрён адаптивный интерфейс.[5]

## Недостатки
- Наследование ролей не поддерживается.
- Наследование настроек прав на ветку документов отсутствует, вместо него права родительского документа копируются в дочерний на момент его создания, так что впоследствии изменение прав на статью-родителя не отражается на дочерних материалах.